# Incidente del McDonnell Douglas MD-87 di Houston del 2021
Il 19 ottobre 2021, un McDonnell Douglas MD-87 privato, registrato N987AK, è uscito di pista e ha preso fuoco durante il decollo, a 500 metri dall'aeroporto di Houston-Executive. Le persone a bordo, 18 passeggeri e 3 membri dell'equipaggio, sono state evacuate in sicurezza dall'aereo. L'aereo è stato danneggiato in modo irreparabile ed è stato successivamente smantellato.

## L'aereo
Il velivolo coinvolto era un McDonnell Douglas MD-87 di 33 anni, registrato N987AK. Era stato originariamente consegnato a Finnair nel 1988 come OH-LMB. Venduto ad Aeroméxico nel 2000 come N204AM, è poi passato per diverse altre compagnie aeree prima di entrare in servizio in configurazione business jet con 987 Investments LLC, registrato N987AK, nel 2015.

## L'incidente

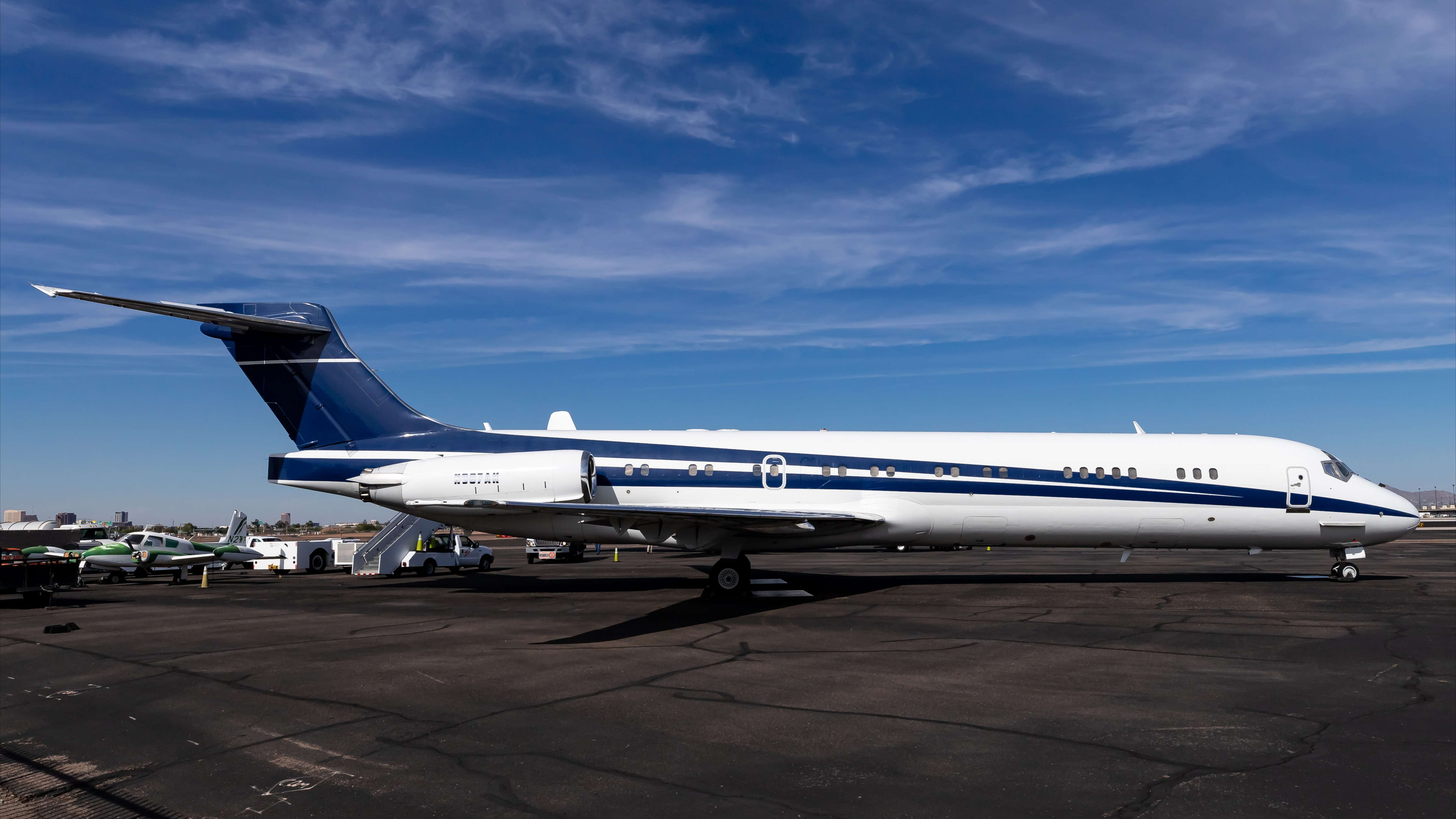
L'aereo coinvolto, visto qui nel 2019.

L'aereo stava effettuando un volo charter da Brookshire, Texas, a Boston, Massachusetts, in quanto i passeggeri si stavano recando a vedere gli Houston Astros giocare a Boston contro i Boston Red Sox nella American League Championship Series del 2021. L'aereo stava decollando alle 10:00 ora locale dalla pista 36 quando è uscito di pista, ha urtato una recinzione e una linea elettrica prima di fermarsi a 500 metri dall'aeroporto. Il velivolo ha preso immediatamente fuoco. Tutti i 21 occupanti a bordo sono usciti sani e salvi dall'aereo in fiamme; solo due persone hanno riportato ferite, entrambi di lieve entità. I servizi di emergenza sono intervenuti hanno controllato con successo le fiamme. L'aereo è bruciato lasciando intatta solo la sezione di coda.

## Le indagini
Il National Transportation Safety Board (NTSB) sta indagando sull'incidente. I registratori di volo danneggiati dal fuoco sono stati recuperati dal relitto dell'N987AK. A novembre, l'NTSB ha rivelato che durante le indagini entrambi gli equilibratori dell'aereo erano stati trovati bloccati in posizione abbassata. Una condizione simile era stata riscontrata nell'incidente del volo Ameristar Charters 9363, un MD-83, avvenuto quattro anni prima.
Il 28 settembre 2023 l'NTSB ha reso nota la probabile causa dell'incidente. L'NTSB ha dichiarato che gli equilibratori bloccati avevano impedito all'aereo di alzarsi in volo. La condizione di bloccaggio era stata causata dai forti venti che avevano agito sul velivolo mentre era parcheggiato, come nell'incidente del volo Ameristar Charters 9363 del 2017. A seguito dell'incidente del 2017, Boeing aveva raccomandato di rivedere le procedure pre-volo per rilevare questa condizione. Nonostante ciò, il primo ufficiale non aveva seguito le nuove procedure perché non ne era a conoscenza. Everts Air Cargo, il suo datore di lavoro, non aveva scaricato né era a conoscenza del bollettino della Boeing.
In seguito all'incidente, Everts Air Cargo ha aggiornato i manuali e le procedure di addestramento dei piloti.